# スプレンディッド (S級潜水艦)
スプレンディッド（HMS Splendid）は第二次世界大戦中にイギリス海軍向けに建造された第3グループのS級潜水艦。1941年3月7日に起工され、1942年1月19日に進水した。ビスケー湾からジブラルタルにかけての初期の哨戒任務のあと、スプレンディッドは一度は技術的問題で中断したが、もう一度では2隻のイタリア船を沈めた地中海での二度の哨戒任務を率いた。次の哨戒任務では、2つのイタリアの護送船団を攻撃し、2度目の攻撃では1隻のイタリアの駆逐艦を沈没させた。アルジェを拠点として、シチリアの北側で作戦行動をとり、2隻の油槽船と2隻の大型商船を含む6隻にイタリア船を沈没させた。1943年4月21日にイタリアのナポリ沖を哨戒中にドイツの駆逐艦に探知されて爆雷攻撃を受けて浮上せざるを得なくなり、自沈して生き残った乗組員は戦争捕虜となった。スプレンディッドは1942年11月から1943年5月の期間で、最も多くのトン数を沈没させたイギリスの潜水艦だった。

## 設計と詳細

S級潜水艦の設計図

S級潜水艦はイギリス本国から距離の近い、北海や地中海での哨戒任務を目的とした小型の潜水艦として設計された。第3グループは先行した第2グループよりも少し大型化され、重武装化されている。このタイプは全長61.1m、全幅7.2m、喫水4.5mである。排水量は水上で879トン、水中で1,010トンとなる。S級潜水艦には将校と下士官以下の兵あわせて48名が乗り組んだ。最大潜水深度は91mである。
浮上航行時にはそれぞれがプロペラシャフトを駆動する2基の950-制動馬力 (708 kW)ディーゼルエンジンが使用された。潜水中はそれぞれのプロペラシャフトは出力650-馬力 (485 kW)の電動機で駆動された。最高速度は水上で15ノット (28 km/h; 17 mph)および水中で10ノット (19 km/h; 12 mph)に達した。第3グループの潜水艦の航続距離は、水上で速力10ノット (19 km/h; 12 mph)で6,000海里 (11,000 km; 6,900 mi)となり、水中では3ノット (5.6 km/h; 3.5 mph)で120 nmi (220 km; 140 mi)となった。
艦は6門の21インチ魚雷発射管を艦首にそなえ、さらに艦尾に1門の発射管を備えてた。艦首発射管用に6発の再装填用の魚雷を含めて、合計で13発の魚雷を搭載していた。再装填用の魚雷の代わりに12発の機雷を運ぶことが出きた。甲板上に3 in (76 mm)砲1門を備えていた。スプレンディッド就役時に20mmエリコン対空機関砲が装備されていたのか、後から搭載されたのかは定かではない。S級潜水艦の第3グループは|129ARないしタイプ138 ASDICシステムと、タイプ291ないし291W早期警戒レーダーを備えていた。

## 建造と艦歴
スプレンディッドは1941年海軍計画の一部として1940年10月14日に発注された第3グループのS級潜水艦である。1941年3月7日にチャタム工廠で起工され、1942年1月19日に進水した。1942年8月8日、イアン・マッギーク大尉の指揮の下にイギリス海軍で就役した。スプレンディッドはイギリス海軍で3隻目の同名の艦である。
訓練期間の後で、スプレンディッドは1942年10月3日に、姉妹艦シビルとともにホーリー・ロッホを出航した。出航後10日、正午過ぎにスプレンディッドは煙を視認し、正体不明船の追跡を行い、4時間後に停船して乗り込んだところ、予定から遅れている連合国のガイスカだった。同日遅くにUボートを発見したが、艦の特定もできず、攻撃も行わなかったスプレンディッドは10月16日に無事にジブラルタルに到着した。

### ジブラルタル
スプレンディッドは10月31日にフランスのトゥーロンでの哨戒任務でジブラルタルを離れたが、艦尾の潜舵に問題が発生し、任務を中断して港に戻らなければならなかった。
同艦は11月7日に再び港を離れトゥーロンでの哨戒任務についたが、翌週にはナポリ沖での作戦に向けて配置換えされた。11月16日、スプレンディッドはドイツのUボートに向けて6発の魚雷を発射したが命中しなかった。同日遅く、同艦はゴルゴーナ島の北西でイタリアの対潜スクーナー「サン・パオロ」に浮上して砲撃を加えて沈没させた。スプレンディッドは11月20日に艦首側の残りの6発の魚雷をイタリア海軍潜水艦アラダムに向けて発射したが、全弾失中した。その翌日、同艦はイタリアのソルダティ級駆逐艦ヴェリーテを、駆逐艦が沈没したら浮上して、甲板砲で商船を砲撃する計画で再装填できない艦尾の魚雷1発で攻撃した。魚雷はヴェリーテに命中して損傷を与えたが、予期していなかった2隻の駆逐艦が現れたため、水上攻撃計画は失敗におわった。哨戒任務から帰投中の11月23日に、スプレンディッドはサルデーニャ島の北西でイタリア商船のファヴォリータと遭遇し、魚雷全弾を使い果たしていたため浮上して砲撃を加えて沈没させた。同艦は11月28日に哨戒任務を完了した。
12月8日、スプレンディッドはチュニジアの北で新し哨戒任務に就いた。12月14日、同艦はイタリアの護送船団を4発の魚雷で攻撃して命中したと主張したが、数時間後に船団の2隻の商船の両方が英潜水艦サーヒブおよびアンラッフルドによって沈められ、主張は認められなかった。12月17日、スプレンディッドは別の護送船団を発見して魚雷六発をドイツの貨物船アンカラに向けて発射したが、1発は船首の10m前を通過し、1発が船尾の13m後を通過した。駆逐艦アヴィエーレは運が悪いことに2発被雷し、10秒以内に沈没して220名が戦死した。英潜水艦サラセンがこの攻撃を監視しており、沈没を裏付けた。スプレンディッドは最後の1発の魚雷をイタリア潜水艦ガラテアに向けて発射したが、命中しなかった。同艦は哨戒任務を1942年のクリスマスにアルジェで完了した。

### アルジェ

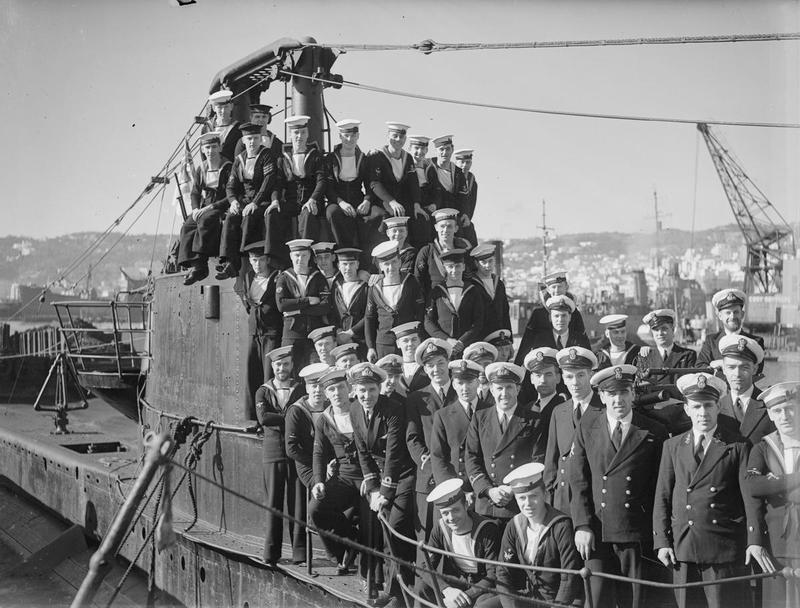
英潜水艦スプレンディッドの乗組員、1943年2月7日～10日、アルジェにて

スプレンディッドの次の哨戒任務は1943年1月5日に始まり、サルデーニャ島沖で任務に就いた。哨戒開始から4日後、同艦にはサルデーニャ島の東海岸で2名の特殊作戦執行部員を上陸させた。その後、ナポリ沖での哨戒任務に変更され、新し哨戒海域へと進路をとった。1月15日、スプレンディッドはイタリアの護送船団を発見し、950トンの補給品と戦車10両を運んでいた商船エンマに向けて魚雷5発を発射した。魚雷1発が商船に命中し、行き足を止めた。しかしながら、同船は沈没せず、スプレンディッドは日中に再度攻撃するために近くにとどまった。夜の間にイタリア船がエンマを曳航しようとしたが、荒れた海のためにうまく行かず、翌朝になってスプレンディッドが魚雷1発で攻撃し、同船を沈没させた。即座に爆雷での反撃が続いたが、スプレンディッドは駆逐艦から逃れ、損傷は受けなかった。同艦はそのあと、1月19日1日でサルデーニャ島の東でイタリアの掃海艇クレオパトラを砲撃によって沈め、砲撃で武装トロール船ヴァイオレットに損傷を与え、イタリア商船コメルチオを雷撃して沈没させた。スプレンディッドは1月22日にアルジェに帰投した。
2月13日、同艦はシチリア北方の以前と同じ海域での哨戒任務に向けてアルジェを出航した。2月17日にイタリアの護送船団を発見し、弾薬300トン、補給物資150トン、車両50両を積載したイタリア商船ヴェントゥーノ・アプリーレを沈めた。一週間後に別のイタリア船団を攻撃し、残りの魚雷全部を使ったが一隻も沈めることができなかった。スプレンディッドは哨戒任務を終えて2月28日にアルジェに帰投した。
スプレンディッドは新たな哨戒任務を前回同様にシチリア北方で3月11日に開始した。任務開始から5日後に厳重に護衛されていたイタリアの油槽船デヴォリを撃沈し、その4日後にはシチリアのチェファル北東で油槽船ジョルジオを撃沈した。同艦は3月28日にマルタで哨戒任務を完了した。スプレンディッドの指揮官、マッギーク大尉はこの任務の後で殊功勲章を授与された。1942年11月の地中海での最初の哨戒任務から、1943年4月21日に沈没するまでの間に、スプレンディッドは1942年11月のフランス領北アフリカ侵攻（コードネーム『トーチ作戦』）から1943年5月にチュニジアで枢軸国が降伏するまでの間で最も撃沈総トン数の多い艦艇だった。

### 沈没
スプレンディッドは1943年4月18日にナポリ沖を哨戒するためにマルタを離れたが、これが最後の出航となった。3日後に潜望鏡がドイツの駆逐艦ヘルメスに発見され、さらにソナーでも探知された。ヘルメスは補助掃海艇を除いて、地中海で最大のドイツ艦だった。駆逐艦は3回の爆雷攻撃を行い、合計41発を投下した。スプレンディッドは深度150mまで潜水して脱出を試みたが、最後の11発の爆雷によって耐圧殻内部に水漏れが始まり、浮上せざるを得なくなった。駆逐艦からの砲撃を受けて18名の乗組員が戦死し、指揮官も負傷した。鹵獲されることを避けるために自沈し、生き残った乗組員はとらえられてイタリアの捕虜収容所に送られた。艦長のイアン・マッギークは沈没の際に片目を失ったが、二度脱出を試み、成功した。スイスにたどり着いたマッギークは眼球から金属片を取り除き、フランスとスペインを経由してイギリスに帰国した。

## 戦果のまとめ
イギリス海軍での就役中に、スプレンディッドはイタリアの駆逐艦1隻および8隻の枢軸国船舶を撃沈し、撃沈総トン数は25,234GRTにのぼった。
| 日付           | 船名                       | トン数 | 国籍         | 位置と結末                                                        |
| -------------- | -------------------------- | ------ | ------------ | ----------------------------------------------------------------- |
| 1942年11月16日 | サン・パオロ               | 209    | イタリア王国 | 北緯43度34分 東経09度37分 / 北緯43.567度 東経9.617度で砲撃で沈没  |
| 1942年11月23日 | ファヴォリータ             | 3,576  | イタリア王国 | 北緯39度00分 東経11度11分 / 北緯39.000度 東経11.183度で砲撃で沈没 |
| 1942年12月17日 | アヴィエーレ               | –      | イタリア王国 | 北緯37度53分 東経10度05分 / 北緯37.883度 東経10.083度で雷撃で沈没 |
| 1943年1月16日  | エンマ                     | 7,931  | イタリア王国 | 北緯40度25分 東経13度56分 / 北緯40.417度 東経13.933度で雷撃で沈没 |
| 1943年1月19日  | クレオパトラ               | 72     | イタリア王国 | 北緯39度41分 東経09度43分 / 北緯39.683度 東経9.717度で砲撃で沈没  |
| 1943年1月19日  | コメルチオ                 | 766    | イタリア王国 | 北緯40度25分 東経13度56分 / 北緯40.417度 東経13.933度で雷撃で沈没 |
| 1943年2月13日  | ヴェントゥーノ・アプリーレ | 4,787  | イタリア王国 | 北緯38度13分 東経12度43分 / 北緯38.217度 東経12.717度で雷撃で沈没 |
| 1943年3月17日  | デヴォリ                   | 3,006  | イタリア王国 | 北緯38度13分 東経12度43分 / 北緯38.217度 東経12.717度で雷撃で沈没 |
| 1943年3月21日  | ジョルジオ                 | 4,887  | イタリア王国 | 北緯38度05分 東経14度10分 / 北緯38.083度 東経14.167度で雷撃で沈没 |